# Chaim Kaniewski

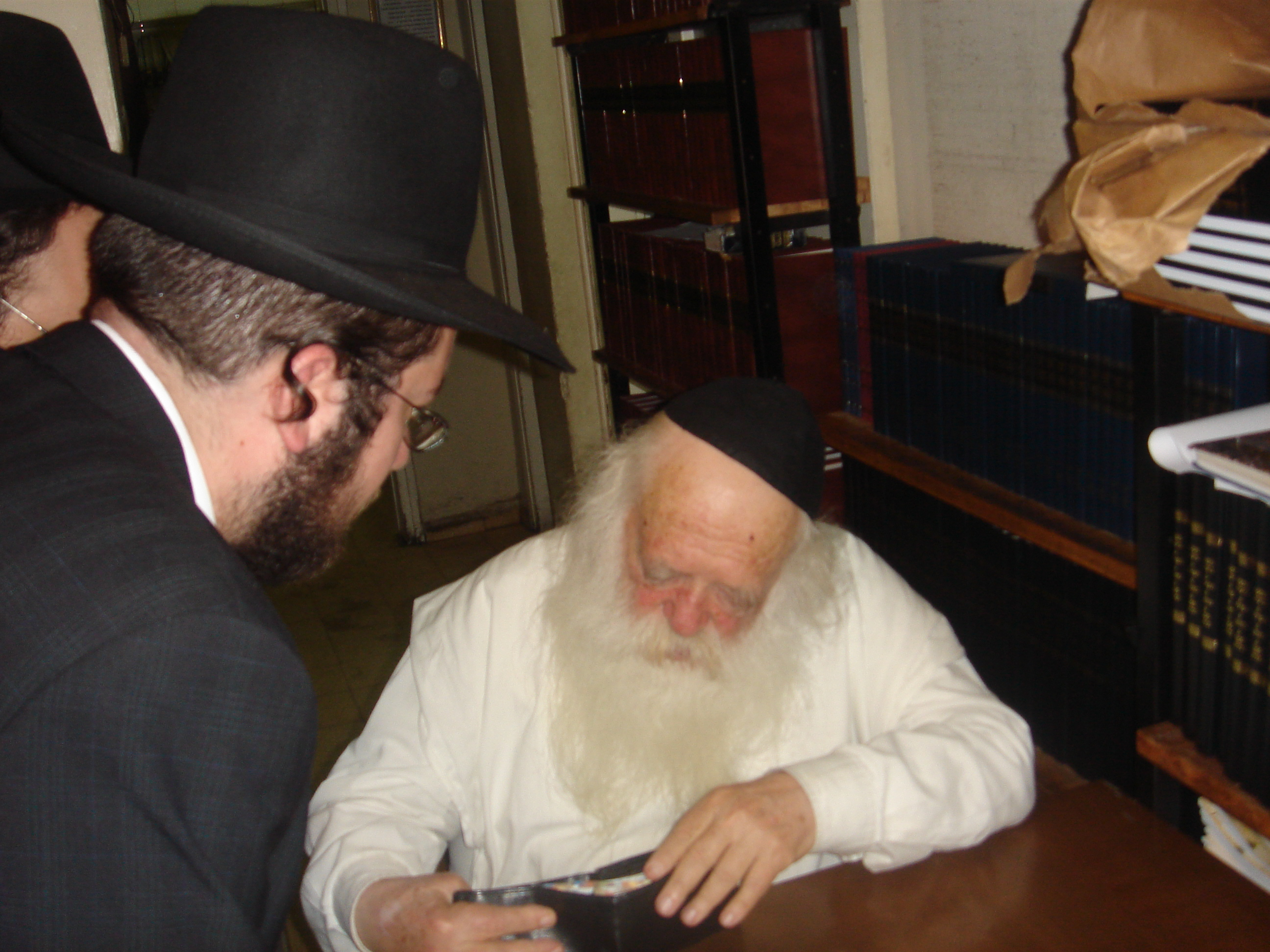
Rabin Chaim Kaniewski, 2006.

Shmaryahu Yosef Chaim Kanievsky, hebr. הרב שמריהו יוסף חיים קַניֶבסקִי (ur. 8 stycznia 1928, zm. 18 marca 2022) – litwacki rabin charedi i posek (autorytet halachiczny) mieszkający w Bene Berak w Izraelu. Był uważany za wiodący autorytet w żydowskim społeczeństwie Haredi. Był synem rabina Jakowa Izraela Kaniewskiego, zięciem rabina Josefa Szoloma Eliasziwa, jest blisko spokrewniony z rabinem Abrahamem Jeszajahu Karelicem znanym jako Chazon Isz. Wszyscy oni są znawcami Tory XX wieku.
Rabin Kaniewski znany był ze stronienia od polityki. Tysiące ludzi odwiedzało rabina każdego roku, prosząc o poradę dotyczącą przepisów religijnych.
W marcu 2008 rabin Kaniewski został poproszony o wydanie opinii na temat zwolnienia pewnego Araba pracującego w jednej z jesziw w Bene Berak. W jego opinii Żyd nie powinien zatrudniać Arabów, zwłaszcza w jesziwe.

## Publikacje
Jest autorem książek poświęconych religijnemu prawu żydowskiemu, takich jak Derech Emuno (דרך אמונה Ścieżka Wiary) poświęconej przepisom związanym z uprawą ziemi, Szone Halachos (שונה הלכות) – popularna praca systematyzująca myśli zawarte w Miszna Berura. Derech Chochmoh („Ścieżka mądrości”), dotyczących praw obrzędów świątyń żydowskich, i Shoneh Halachos (systematyczna prezentacja popularnego dzieła Mishna Berurah). Jego halachiczne orzeczenia na temat modlitwy zostały zapisane w Ishei Yisroel, a orzeczenia dotyczące shakhu Shiluach są zapisane w Shaleiach T'Shalach.
- Derech Emunoh w sprawie prawa rolnego ziemi Izraela, Vol. 01, Vol. 02, Vol. 03, Hashlama
- Derech Chochmoh w sprawie przepisów prawa Beis Hamikdash.
- Sha'arei Emunoh, Zeraim Vol. 1, Zeraim Vol. 2
- Shoneh Halachos systematyczna prezentacja popularnego dzieła Mishnah Berurah Vol. 1, Vol. 2, Vol. 3
- Shekel Hakodesh w sprawie przepisów prawa Kidush Hachodesh.
- Orchos Yosher
- Siach Hasadeh Vol. 1, Vol. 2, Vol. 3
- Nachal Eisan w sprawie przepisów prawa Eglah Arufah.
- Ta'ama D'kra
- B'sha'ar Hamelech
- L'mechase Atik
- Kiryas Melech
- Komentarz do Maseches Tzitzis
- Komentarz do Maseches Avadim
- Komentarz do Maseches Kusim
- Komentarz do Maseches Geirim
- Komentarz do Perek Shira
- Komentarz do Braisa D'Meleches HaMishkan and Braisa D'Maseches Middos